# Palpares obscuripennis
Palpares obscuripennis là một loài côn trùng trong họ Myrmeleontidae thuộc bộ Neuroptera. Loài này được Schmidt miêu tả năm 1907.